# Marie Nováková (podnikatelka)
Marie Nováková je česká podnikatelka v oblasti realit a matka Martina Dvořáka.
V červnu 2015 byla obviněna spolu se svým synem, lobbistou Ivo Rittigem s dalšími 11 lidmi pro údajné praní špinavých peněz. Toto obvinění se týká zakázek pro pražský dopravní podnik na sms jízdenky a m-peněženky, prodej kuponů a tisk papírových jízdenek. Podle policie šlo o organizovanou skupinu, která peníze v letech 2008 až 2014 propírala přes několik firem z daňových rájů.